# Danh sách nhà máy thủy điện lớn nhất

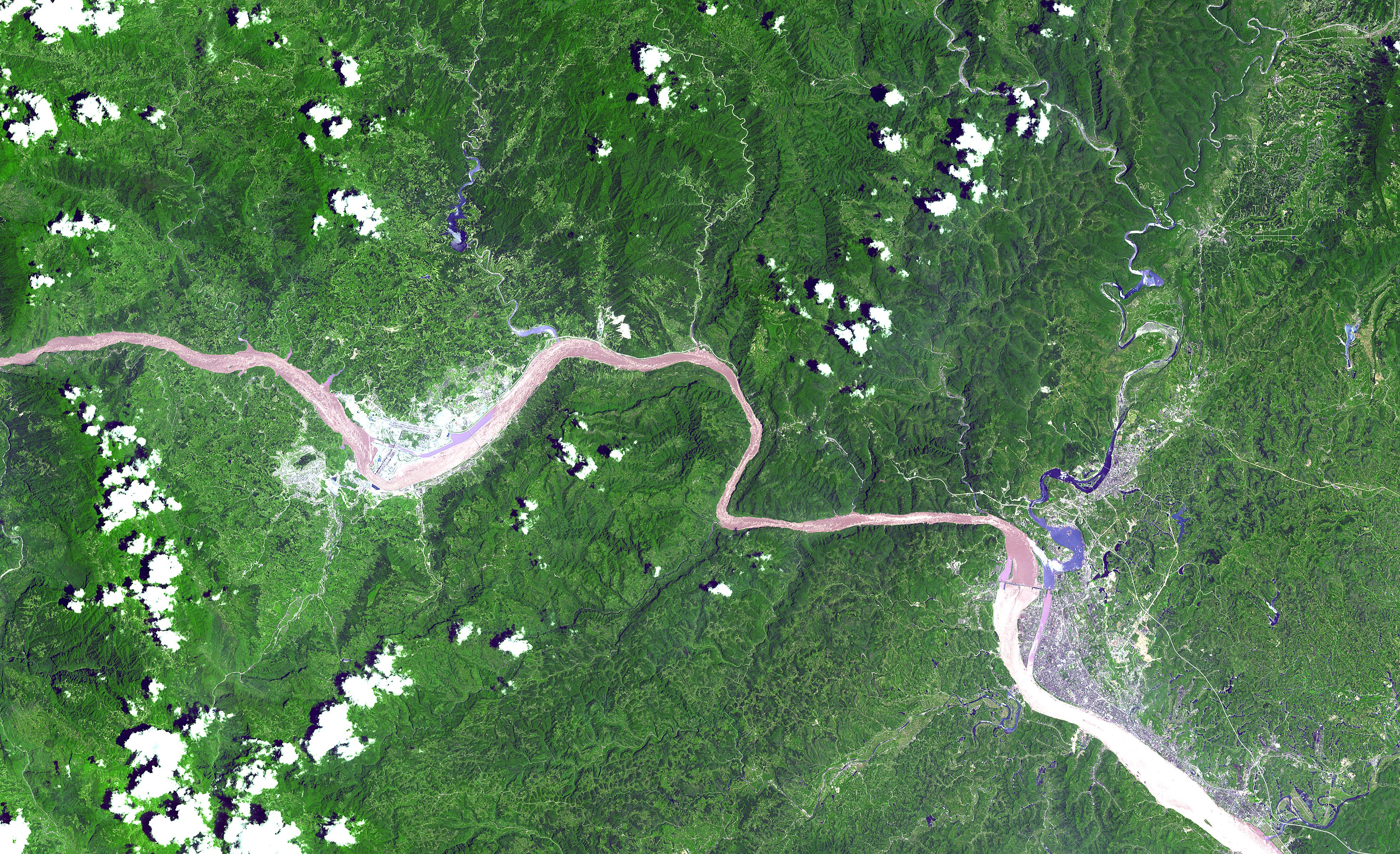
Đập Tam Hiệp (trái), Đập Gezhouba (phải)

Bài viết này cung cấp một danh sách các nhà máy thủy điện lớn nhất theo công suất lắp đặt đã đi vào hoạt động. Chỉ các nhà máy có công suất lớn hơn 2.000 MW được liệt kê.
Đập Tam Hiệp ở Hồ Bắc, Trung Quốc, có công suất phát tức thời lớn nhất thế giới (22.500 MW), với đập Itaipu ở Brazil / Paraguay ở vị trí thứ hai (14.000 MW). Mặc dù có sự khác biệt lớn về công suất lắp đặt, hai nhà máy điện này tạo ra lượng năng lượng điện gần bằng nhau trong suốt cả năm - Itaipu 103.1 TWh năm 2016  và Tam Hiệp 98.8 TWh vào năm 2014, vì đập Tam Hiệp trải qua 6 tháng mỗi năm có rất ít nước, trong khi sông Paraná, cung cấp nước cho đập Itaipu có dòng chảy thay đổi theo mùa với biên độ thấp hơn. Sản lượng điện của Tam Hiệp có thể đạt 125 TWh ở điều kiện tốt nhất.
Đập Tam Hiệp (22.500 MW - 32 × 700 MW và 2 × 50 MW) được vận hành cùng với đập Gezhouba nhỏ hơn nhiều (2.715 MW), tổng công suất phát của tổ hợp hai đập này là 25.215 MW. Đập Itaipu trên biên giới Brazil, Paraguay có 20 tổ máy phát điện với tổng công suất lắp đặt 14.000 MW, tuy nhiên số lượng tổ máy phát điện tối đa được phép hoạt động đồng thời không thể vượt quá 18 tổ máy (12.600 MW).
Tổ hợp thủy điện sông Kim Sa (thượng nguồn của sông Dương Tử) là tổ hợp thủy điện lớn nhất hiện nay đang được xây dựng. Nó có 3 giai đoạn. Giai đoạn 1 bao gồm bốn đập trên hạ lưu sông Kim Sa. Đó là đập Wudongde, đập Baihetan, đập Xiluodu và đập Xiangjiaba, với công suất lần lượt là 10.200 MW, 16.000 MW, 13.860 MW và 6.448 MW. Giai đoạn 2 bao gồm 8 đập trên trung lưu sông Kim Sa với tổng công suất phát là 21.150 MW. Giai đoạn 3 bao gồm 8 đập trên thượng nguồn của sông Kim Sa với tổng công suất phát là 8,980 MW. Tổng công suất của tổ hợp thủy điện trên sông Kim Sa và tổ hợp Tam Hiệp sẽ là 101.853 MW.
Kế hoạch sơ bộ xây dựng nhà máy thủy điện lớn nhất  với công suất lắp đặt 39.000 MW  là dự án Grand Inga và dự kiến sẽ được xây dựng ở hạ lưu sông Congo. Trung Quốc được cho là đang lên kế hoạch xây dựng con đập  50.000 MW  trong Dự án thủy điện Yarlung Tsangpo
Một đề xuất khác, Nhà máy điện thủy triều Penzhin, có công suất lắp đặt lên tới 87,100 MW.
Các nhà máy thủy điện lớn nhất đứng đầu danh sách các nhà máy điện lớn nhất dưới mọi hình thức, nằm trong số các công trình thủy lực lớn nhất và là những  công trình nhân tạo lớn nhất trên thế giới.

## Danh sách
| Tên                               | Quốc gia             | Sông          | Năm hoàn thành                              | Cốn suất lắp đặt(MW) | Sản lượng điện hàng năm(TW-hour) | Diện tích ngập nước(km²) |
| --------------------------------- | -------------------- | ------------- | ------------------------------------------- | -------------------- | -------------------------------- | ------------------------ |
| Itaipu Dam                        | Brasil · Paraguay    | Paraná        | 1984/1991, 2003                             | 14,000               | 103.1                            | 1,350                    |
| Xiluodu                           | Trung Quốc           | Jinsha        | 2014                                        | 13,860               | 55.2                             |                          |
| Guri                              | Venezuela            | Caroní        | 1978, 1986                                  | 10,235               | 53.41                            | 4,250                    |
| Tucuruí                           | Brasil               | Tocantins     | 1984, 2007                                  | 8,370                | 41.43                            | 3,014                    |
| Belo Monte                        | Brazil               | Xingu         | 2016-2020                                   | 8,176                | 39.5                             | 441                      |
| Grand Coulee                      | Hoa Kỳ               | Columbia      | 1942/1950, 1973, 1975/1980, 1983/1984, 1991 | 6,809                | 20                               | 324                      |
| Xiangjiaba                        | Trung Quốc           | Jinsha        | 2014                                        | 6,448                | 30.7                             | 95.6                     |
| Longtan Dam                       | Trung Quốc           | Hongshui      | 2007/2009                                   | 6,426                | 18.7                             |                          |
| Sayano-Shushenskaya               | Nga                  | Yenisei       | 1985/1989, 2010/2014                        | 6,400                | 26.8                             | 621                      |
| Krasnoyarsk                       | Nga                  | Yenisei       | 1967/1972                                   | 6,000                | 15                               | 2,000                    |
| Nuozhadu                          | Trung Quốc           | Mekong        | 2014                                        | 5,850                | 23.9                             | 320                      |
| Robert-Bourassa                   | Canada               | La Grande     | 1979/1981                                   | 5,616                | 26.5                             | 2,835                    |
| Churchill Falls                   | Canada               | Churchill     | 1971/1974                                   | 5,428                | 35                               | 6,988                    |
| Tarbela Dam                       | Pakistan             | Indus         | 1976                                        | 4,888                | 13                               | 250                      |
| Jinping-II                        | Trung Quốc           | Yalong        | 2014                                        | 4,800                | 24.23                            |                          |
| Bratsk                            | Nga                  | Angara        | 1961/1966                                   | 4,515                | 22.6                             | 5,470                    |
| Laxiwa Dam                        | Trung Quốc           | Yellow        | 2010                                        | 4,200                | 10.2                             |                          |
| Xiaowan Dam                       | Trung Quốc           | Mekong        | 2010                                        | 4,200                | 19                               | 190                      |
| Ust Ilimskaya                     | Nga                  | Angara        | 1980                                        | 3,840                | 21.7                             | 1,922                    |
| Jirau                             | Brazil               | Madeira       | 2014/2016                                   | 3,750                | 19.1                             | 258                      |
| Jinping-I                         | Trung Quốc           | Yalong        | 2014                                        | 3,600                | 17                               | 82.5                     |
| Santo Antonio                     | Brazil               | Madeira       | 2012/2016                                   | 3,580                | 21.2                             | 490                      |
| Ilha Solteira Dam                 | Brasil               | Paraná        | 1973                                        | 3,444                | 17.9                             | 1,195                    |
| Ertan Dam                         | Trung Quốc           | Yalong        | 1999                                        | 3,300                | 17                               | 101                      |
| Pubugou Dam                       | Trung Quốc           | Dadu          | 2009/2010                                   | 3,300                | 14.6                             |                          |
| Macagua                           | Venezuela            | Caroní        | 1961, 1996                                  | 3,167.5              | 15.2                             | 47.4                     |
| Xingó Hydroelectrical Power Plant | Brasil               | São Francisco | 1994/1997                                   | 3,162                | 18.7                             | 60                       |
| Yacyretá                          | Argentina · Paraguay | Paraná        | 1994/1998, 2011                             | 3,100                | 20.09                            | 1,600                    |
| Nurek Dam                         | Tajikistan           | Vakhsh        | 1972/1979, 1988                             | 3,015                | 11.2                             | 98                       |
| Bath County PSP                   | Hoa Kỳ               | -             | 1985, 2005/2009                             | 3,003                | 3.32                             | 3.3                      |
| Goupitan Dam                      | Trung Quốc           | Wu            | 2009/2011                                   | 3,000                | 9.67                             | 94                       |
| Guanyinyan Dam                    | Trung Quốc           | Jinsha        | 2014/2016                                   | 3,000                | 13.62                            |                          |
| Boguchany Dam                     | Nga                  | Angara        | 2012/2014                                   | 2,997                | 17.6                             | 2,326                    |
| W. A. C. Bennett Dam              | Canada               | Peace         | 1968, 2012                                  | 2,917                | 13.8                             | 1,761                    |
| Mica Dam                          | Canada               | Columbia      | 1973, 2015                                  | 2,805                | 7.2                              | 430                      |
| La Grande-4                       | Canada               | La Grande     | 1986                                        | 2,779                |                                  | 765                      |
| Gezhouba Dam                      | Trung Quốc           | Yangtze       | 1988                                        | 2,715                | 17.01                            |                          |
| Volzhskaya (Volgogradskaya)       | Nga                  | Volga         | 1958/1961                                   | 2,671                | 12.84                            | 3,117                    |
| Daniel-Johnson Dam                | Canada               | Manicouagan   | 1970/1971, 1989/1990                        | 2,656                |                                  | 1,950                    |
| Niagara Falls (US)                | Hoa Kỳ               | Niagara       | 1961                                        | 2,625                |                                  | 0                        |
| Chief Joseph Dam                  | Hoa Kỳ               | Columbia      | 1958/1973/1979                              | 2,620                | 12.5                             | 34                       |
| Changheba                         | Trung Quốc           | Dadu          | 2016/2017                                   | 2,600                | 10.8                             |                          |
| Dagangshan                        | Trung Quốc           | Dadu          | 2015/2016                                   | 2,600                | 11.43                            |                          |
| Revelstoke Dam                    | Canada               | Columbia      | 1984, 2011                                  | 2,480                | 8.75                             | 115                      |
| Zhiguliovskaya (Samarskaya)       | Nga                  | Volga         | 1955/1957                                   | 2,477.5              | 11.7                             | 6,450                    |
| Paulo Afonso IV                   | Brasil               | São Francisco | 1979/1983                                   | 2,462.4              |                                  |                          |
| Chicoasén (Manuel M. Torres) Dam  | México               | Grijalva      | 1980, 2005                                  | 2,430                |                                  |                          |
| La Grande-3                       | Canada               | La Grande     | 1984                                        | 2,418                | 12.3                             | 2,420                    |
| Atatürk Dam                       | Thổ Nhĩ Kỳ           | Euphrates     | 1990                                        | 2,400                | 8.9                              | 817                      |
| Jinanqiao Dam                     | Trung Quốc           | Jinsha        | 2010                                        | 2,400                | 11.043                           |                          |
| Sơn La Dam                        | Việt Nam             | Black         | 2010/2012                                   | 2,400                | 10.25                            | 440                      |
| Bakun Dam                         | Malaysia             | Balui         | 2011                                        | 2,400                |                                  | 695                      |
| Liyuan Dam                        | Trung Quốc           | Jinsha        | 2014/2015                                   | 2,400                | 10.703                           | 14,7                     |
| Guandi Dam                        | Trung Quốc           | Yalong        | 2013                                        | 2,400                | 11.87                            |                          |
| Karun III Dam                     | Iran                 | Karun         | 2005                                        | 2,280                | 4.17                             | 48                       |
| Iron Gates-I                      | România · Serbia     | Danube        | 1970, 1998/2007, 2013                       | 2,252.8              | 11.3                             | 104.4                    |
| John Day Dam                      | Hoa Kỳ               | Columbia      | 1971                                        | 2,160                | 8.42                             |                          |
| Caruachi                          | Venezuela            | Caroní        | 2006                                        | 2,160                | 12.95                            | 238                      |
| Ludila                            | Trung Quốc           | Jinsha        | 2014                                        | 2,160                | 9.957                            |                          |
| La Grande-2-A                     | Canada               | La Grande     | 1992                                        | 2,106                |                                  | 2,835                    |
| Aswan                             | Ai Cập               | Nile          | 1967/1970                                   | 2,100                | 11                               | 5,250                    |
| Itumbiara                         | Brasil               | Paranaíba     | 1980                                        | 2,082                | 9                                | 778                      |
| Hoover Dam                        | Hoa Kỳ               | Colorado      | 1936/1939, 1961, 1986/1993                  | 2,080                | 4.2                              | 640                      |
| Cahora Bassa                      | Mozambique           | Zambezi       | 1975/1977                                   | 2,075                |                                  | 2,739                    |
| Cleuson-Dixence Complex           | Thụy Sĩ              | -             | 1965, 1998                                  | 2,069                | 4.51                             | 4                        |
| Bureya Dam                        | Nga                  | Bureya        | 2003/2009                                   | 2,010                | 6.59                             | 750                      |
| Lijiaxia Dam                      | Trung Quốc           | Yellow        | 1997/2000                                   | 2,000                | 5.9                              | 383                      |
| Karun I (Shahid Abbaspour) Dam    | Iran                 | Karun         | 1976, 1995, 2006                            | 2,000                |                                  | 54.8                     |
| Masjed Soleyman Dam               | Iran                 | Karun         | 2002/2007                                   | 2,000                | 3.7                              | 7.5                      |
| Ahai Dam                          | Trung Quốc           | Jinsha        | 2014                                        | 2,000                | 8.88                             | 23,4                     |